# Evžen Policer
Evžen Policer (1. května 1941 Turčianský Svätý Martin, Slovensko – 1. října 2020 Česká Lípa) byl český amatérský dokumentární fotograf zachycující život římskokatolické církve v období komunistické totality a pozdější trvalý jáhen.

## Životopis

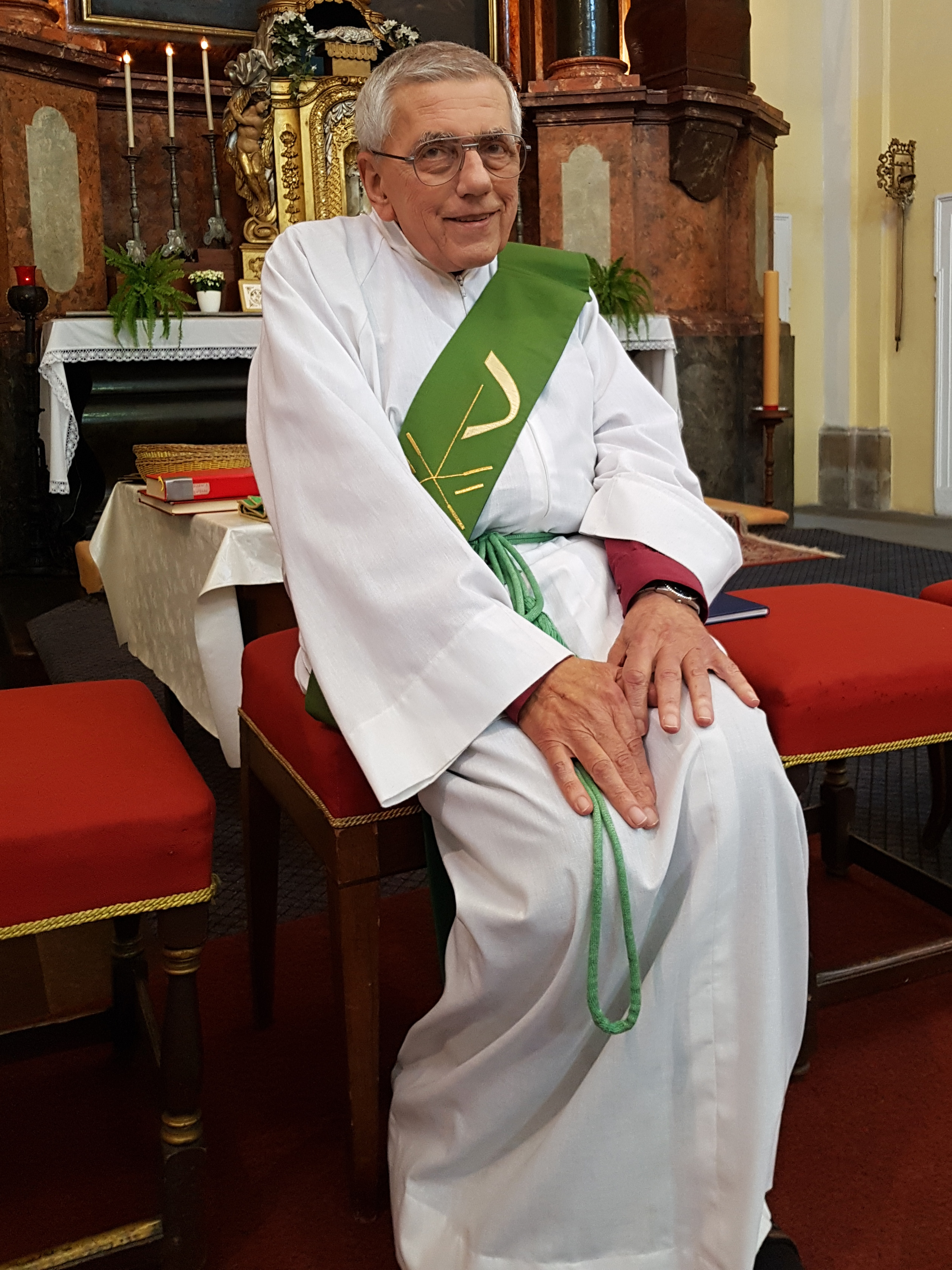
Jáhen Evžen Policer

Narodil se na Slovensku a v jeho křestním listě z 28. května 1941 je uvedeno jméno Eugen Ján Richard Politzer (Později si celá rodina nechalala změnit příjmení na Policer). Po druhé světové válce se s rodiči a sourozenci přestěhoval ze Slovenska do České Lípy. Od dětských let zde ministroval v českolipských kostelích. Každodenním ministrováním si u svých kamarádů vysloužil přezdívku „kostelník“. V letech studií byl aktivním členem folklorního tanečního souboru Student. V roce 1958 odmaturoval na jedenáctileté střední škole. Toutéž školou a ve stejném roce mu bylo zamítnuto další studium na vysoké škole. Začal pracovat jako pekař v novoborské pekárně. Protože nemohl studovat vysokou školu zapsal se na večerní studium Střední ekonomické školy a v roce 1962 složil další maturitu. Tato druhá maturita mu přinesla změnu zaměstnání. Nastoupil do kanceláře v ZZN Česká Lípa a zemědělství, především rostlinné výrobě, zůstal věrný až do svého odchodu do penze. V devadesátých letech po privatizaci českolipského podniku pracoval pro Státní hmotné rezervy Praha. Nejprve z Loun a později  Hradce Králové objížděl obilná sila a měl na starosti nákup, prodej, uskladnění a kvalitu státních zásob obilí. V roce 2006 se jako jeden z autorů podílel na publikaci "Správná výrobní praxe pro skladování zrnin a olejnin" vydané Ministerstvem zemědělství ČR. V porevolučním roce 1990 byl jmenován do funkce na tehdejším Městském národním výboru, do pozice Výboru lidové kontroly. Jednou z jeho povinností, ale i radostí na radnici, bylo vítání občánků a oddávání snoubenců. V roce 1989 završil své vzdělání pomaturitním studiem na Střední průmyslové škole potravinářství a služeb. Po roce 1990 začal studoval na biskupství v Hradci Králové u arcibiskupa Karla Otčenáška k trvalému jáhenství spolu s několika dalšími kandidáty. 19. listopadu 2000 jej na jáhna vysvětil litoměřický biskup Josef Koukl za přítomnosti arcibiskupa Otčenáška, farníků a celé své rodiny v Bazilice Všech svatých v České Lípě. Od té doby vykonával jáhenskou službu: vykonával přípravy na křest a křtil, připravoval na biřmování, první svaté přijímání, oddával snoubence nebo pohřbíval zemřelé. K jeho úkolům patřilo na Českolipsku také navštěvovat nemocné, přinášet jim svaté přijímání a žehnat. V rámci jáhenské služby byl zapisovatelem vikariátních konferencí českolipského vikariátu a organizoval vzdělávací semináře pro trvalé jáhny.

## Dokumentaristická činnost
Od roku 1969 až do smrti psal každý týden ohlášky bohoslužeb v České Lípě. Tyto zápisy se staly důležitým zdroj informací činnosti římskokatolické církve v České Lípě v období komunistického totalitního režimu, i po něm. Jeho celoživotním koníčkem bylo fotografování. Fotografoval nejen život své rodiny a svých blízkých, ale během desítek let zachytil stovky bohoslužeb, slavností, mší svatých a života církve jak na Českolipsku, v litoměřické diecézi, ale i v rámci celé České republiky. Jeho fotografie Velehradské pouti v roce 1969 a Národní pouti v roce 1985 a především fotografie kardinála Štěpána Trochty od dob internace, po návrat a působení v litoměřické diecézi, až po jeho pohřeb v roce 1974, se staly součástí mnoha výstav a publikací. Po mnoho let tyto fotografie sám pořizoval i následně zpracovával v temné komoře.
Od dob svého mládí choval úctu ke kněžím a s mnoha navázal přátelský vztah. K jeho přátelům patřili českolipští kněží Jan M. Sury, Ivan Peša , Josef Holas ze Zákup, Ladislav Kubíček či českolipský děkan Viliam Matějka, s nímž více než dvacet let spolupracoval.
V době komunistické navštěvoval biskupy Stanislava Zelu, Ladislava Hlada, Štěpána Trochtu a často jezdil za biskupem Karlem Otčenáškem do farnosti v Trmicích. Z tohoto období pak zůstaly zachovány jeho cenné fotografie dokumentující život čelných představitelů římskokatolické církve. Jeho oblíbenými svatými byli svatí Alois, patron ministrantů, Pius X. a Pius XII. Velice si cenil přátelství litoměřického biskupa Jana Baxanta. Zcela zvláštní vztah měl ke kostelu v Horní Polici. Od padesátých let, ještě jako kluk, jezdil za hornopolickou madonou a tamním arciděkanem Josefem Stejskalem. Blízkého kněze našel po Stejskalově smrti v redemptoristovi Stanislavu Přibylovi, který hornopolický kostel nechal opravit. I poslední nedělní bohoslužbu Evžen Policer prožil právě v Horní Polici.

## Rodina
Se svou ženou Kristou si udělili svátost manželství 27. října 1967. V roce 1974 se jim narodil syn Jan a v roce 1977 syn Tomáš. Některé z pozdějších sedmi vnoučat už jako jáhen sám pokřtil a připravil ke svátostem církve. V posledních letech byl jeho život již omezován mnoha nemocemi. I v této situaci byl každodenně na mši svaté a jezdil za nemocnými se svatým přijímáním. Zemřel 1. října 2020. Poslední rozloučení s ním proběhlo v bazilice Všech svatých 10. října 2020. Zádušní mši svatou celebroval za přítomnosti kněží českolipského vikariátu, dalších kněží a jáhna, litoměřický biskup Jan Baxant, který také pronesl kázání. U rakve se s ním rozloučil českolipský děkan a kanovník Viliam Matějka. Dále promluvil českolipský okrskový vikář Rudolf Repka. Po mši svaté následovalo jeho převezení do Horní Police, kde se s ním rozloučil generální sekretář České biskupské konference redemptorista Stanislav Přibyl. Poté byly jeho tělesné ostatky pochovány na hřbitově v Horní Polici v blízkosti kostela Navštívení Panny Marie.

## Galerie

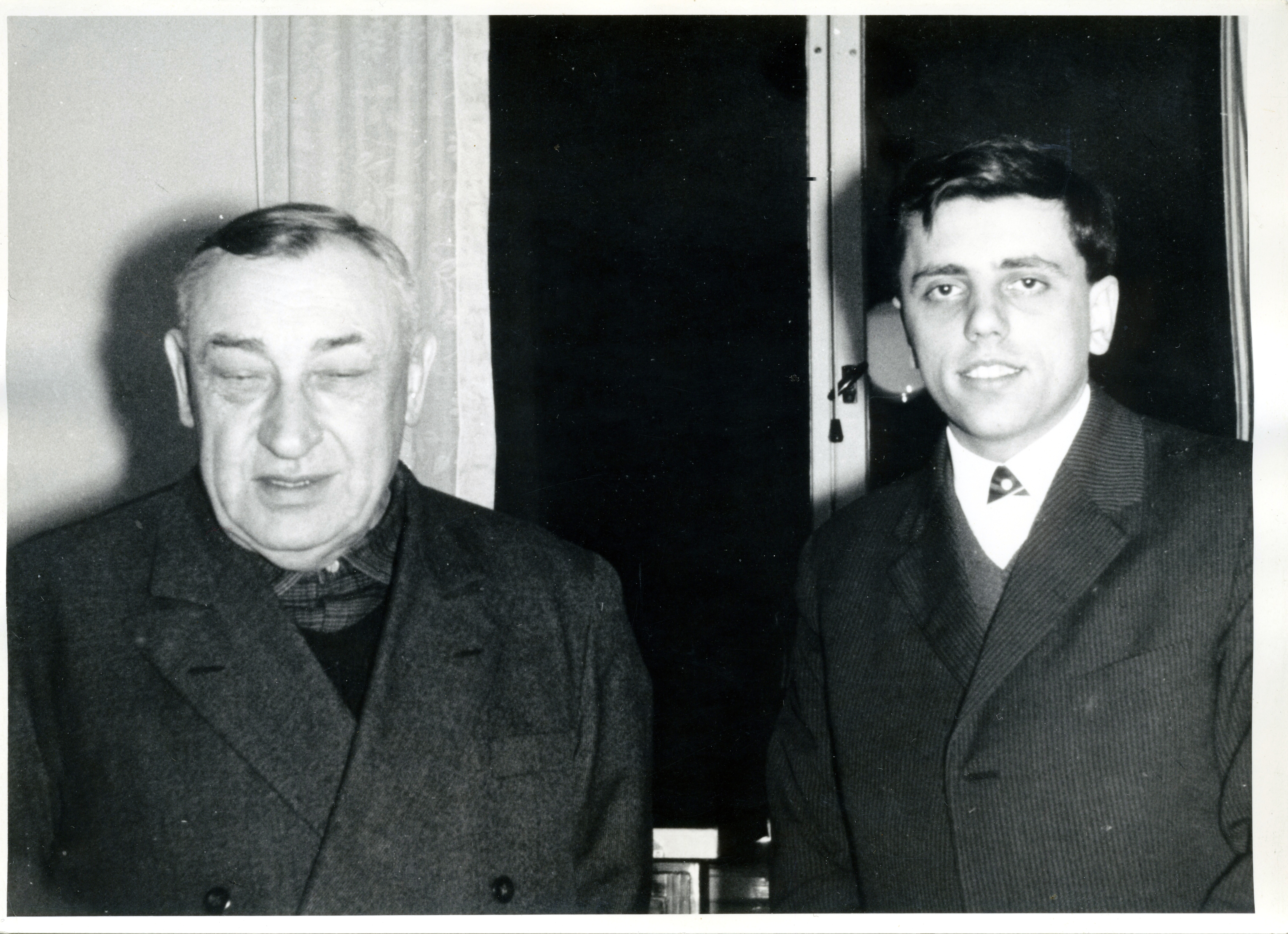
S biskupem Trochtou
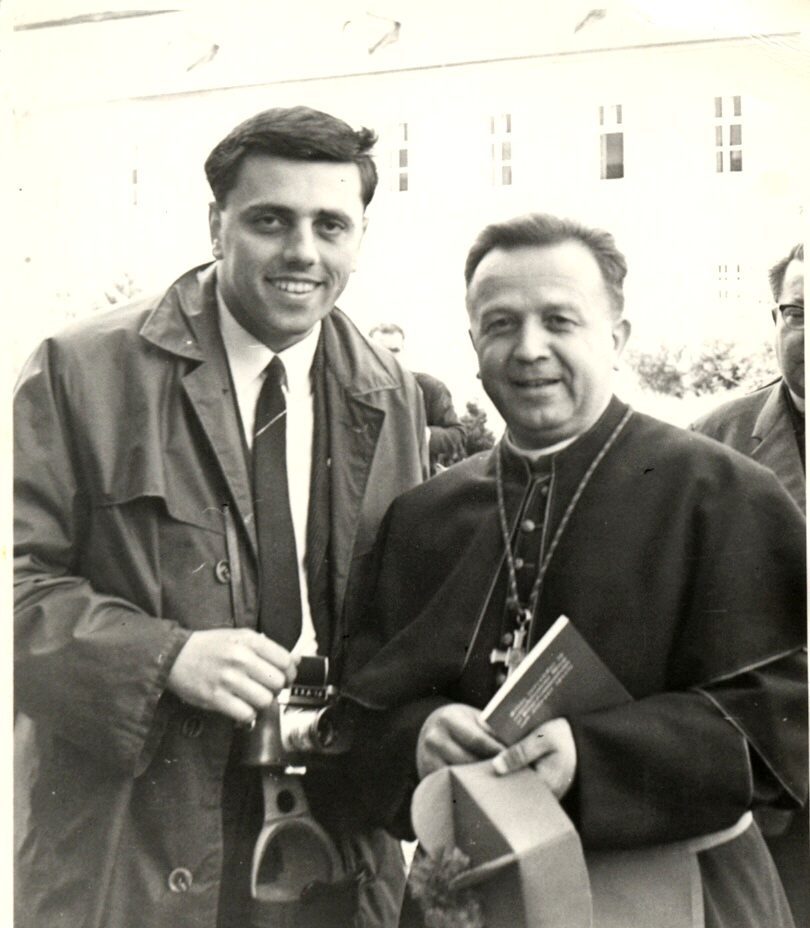
S biskupem Otčenáškem
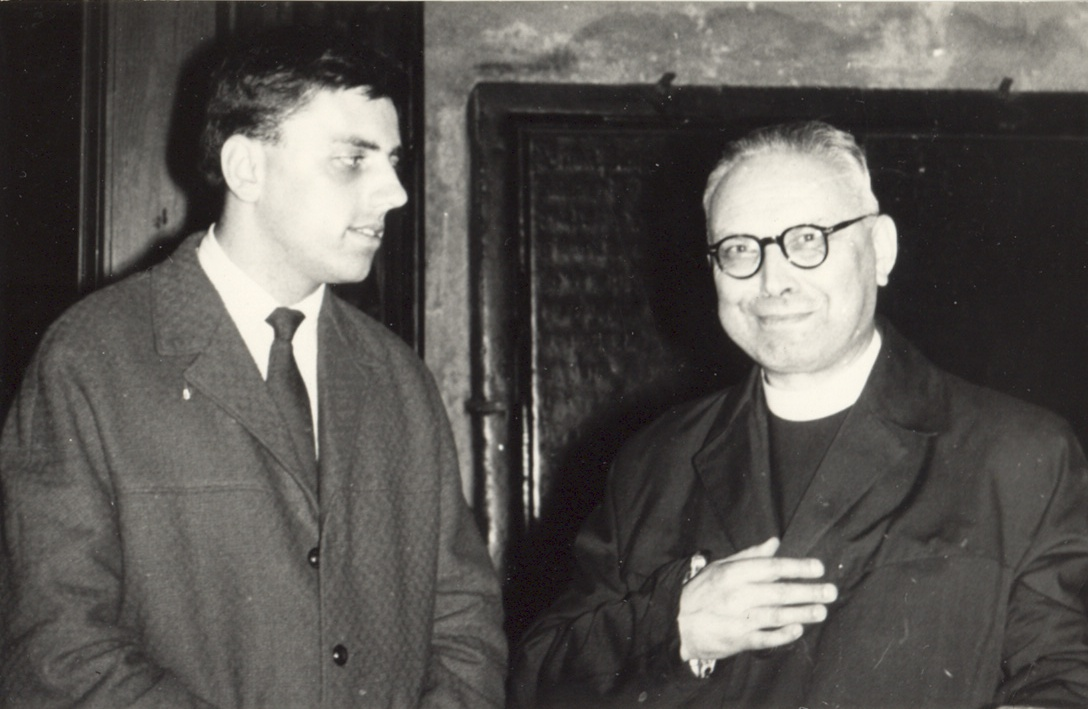
S biskupem Hladem
S kardinálem Tomáškem a P. Hendrichem
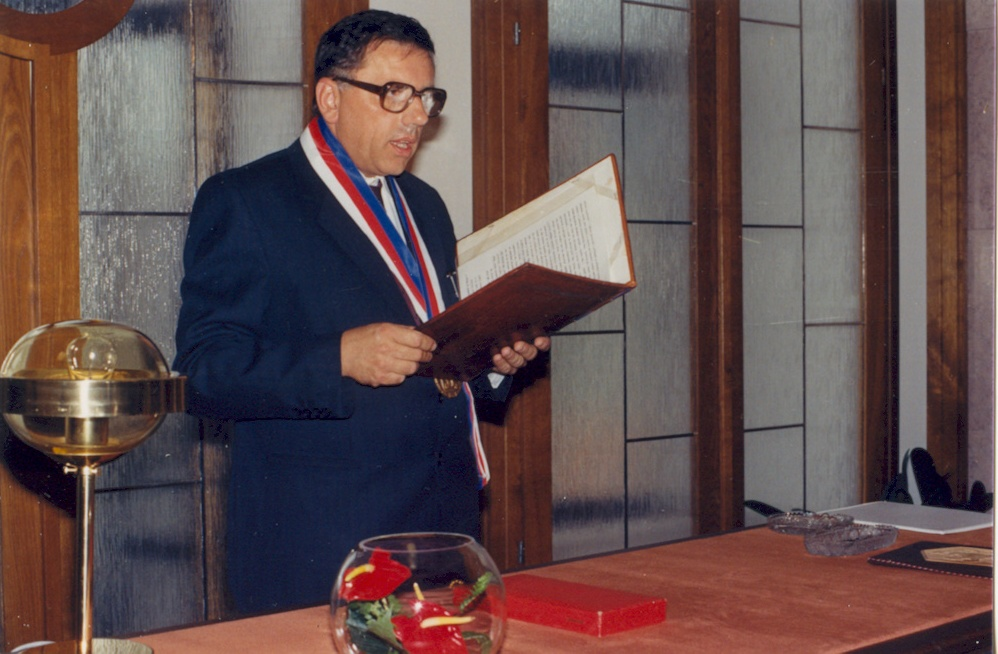
Jako oddávající
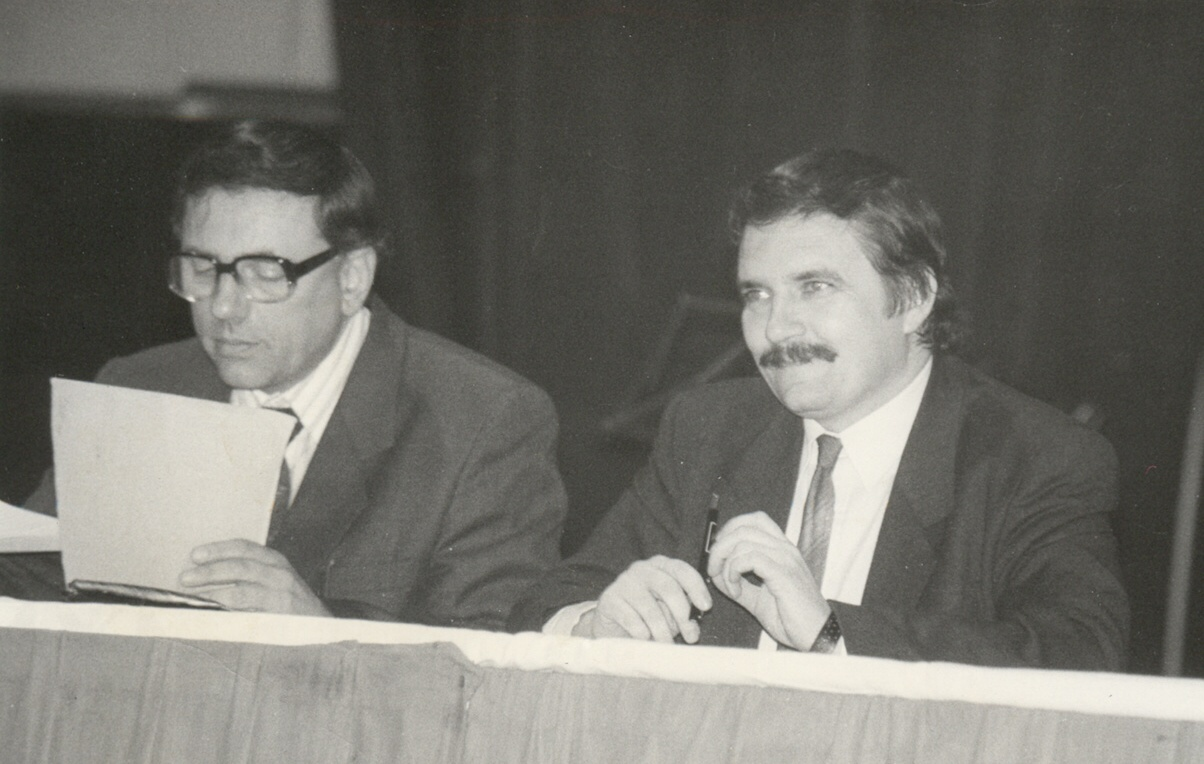
S ministrem J. Luxem
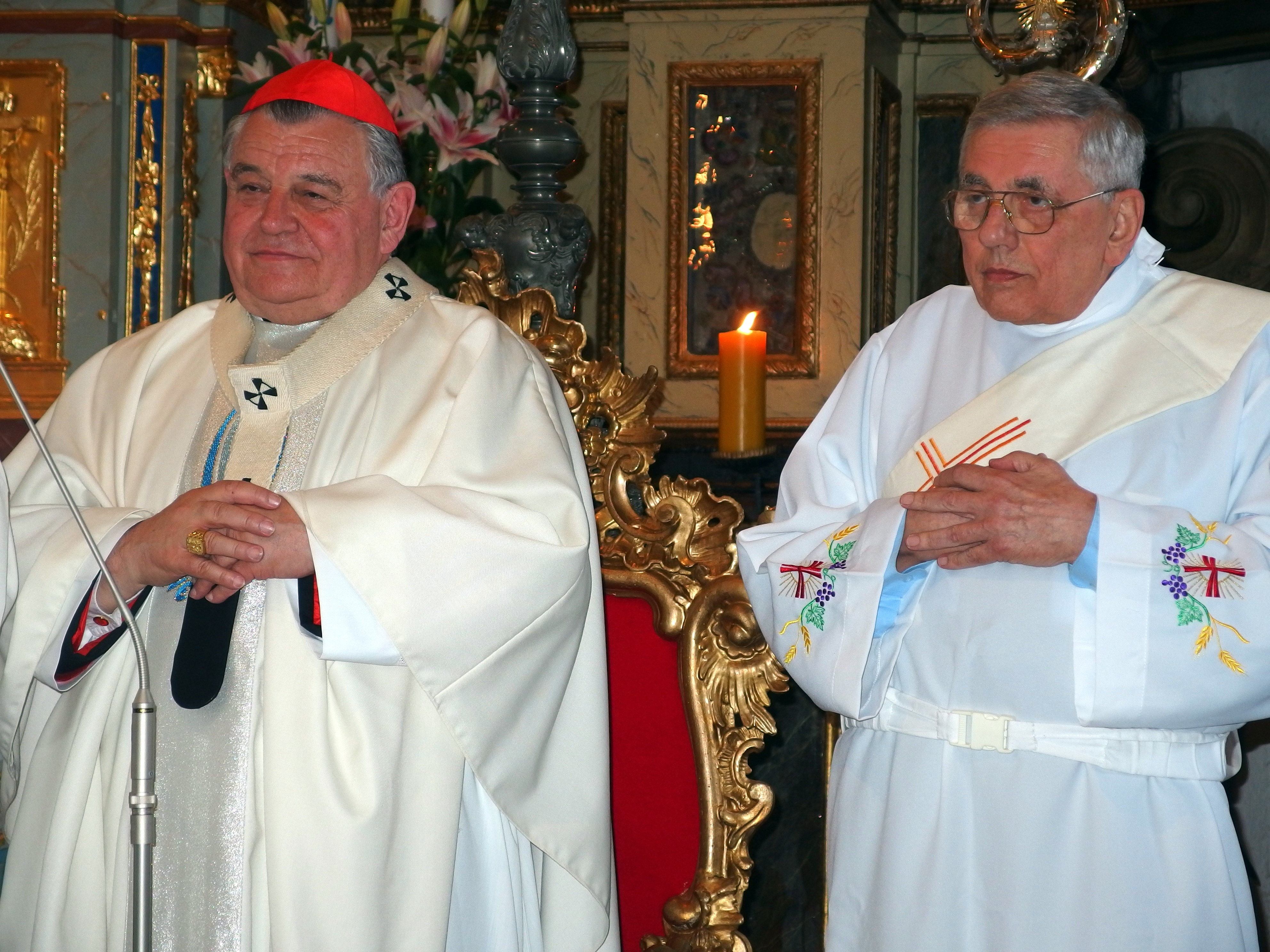
S kardinálem Dukou
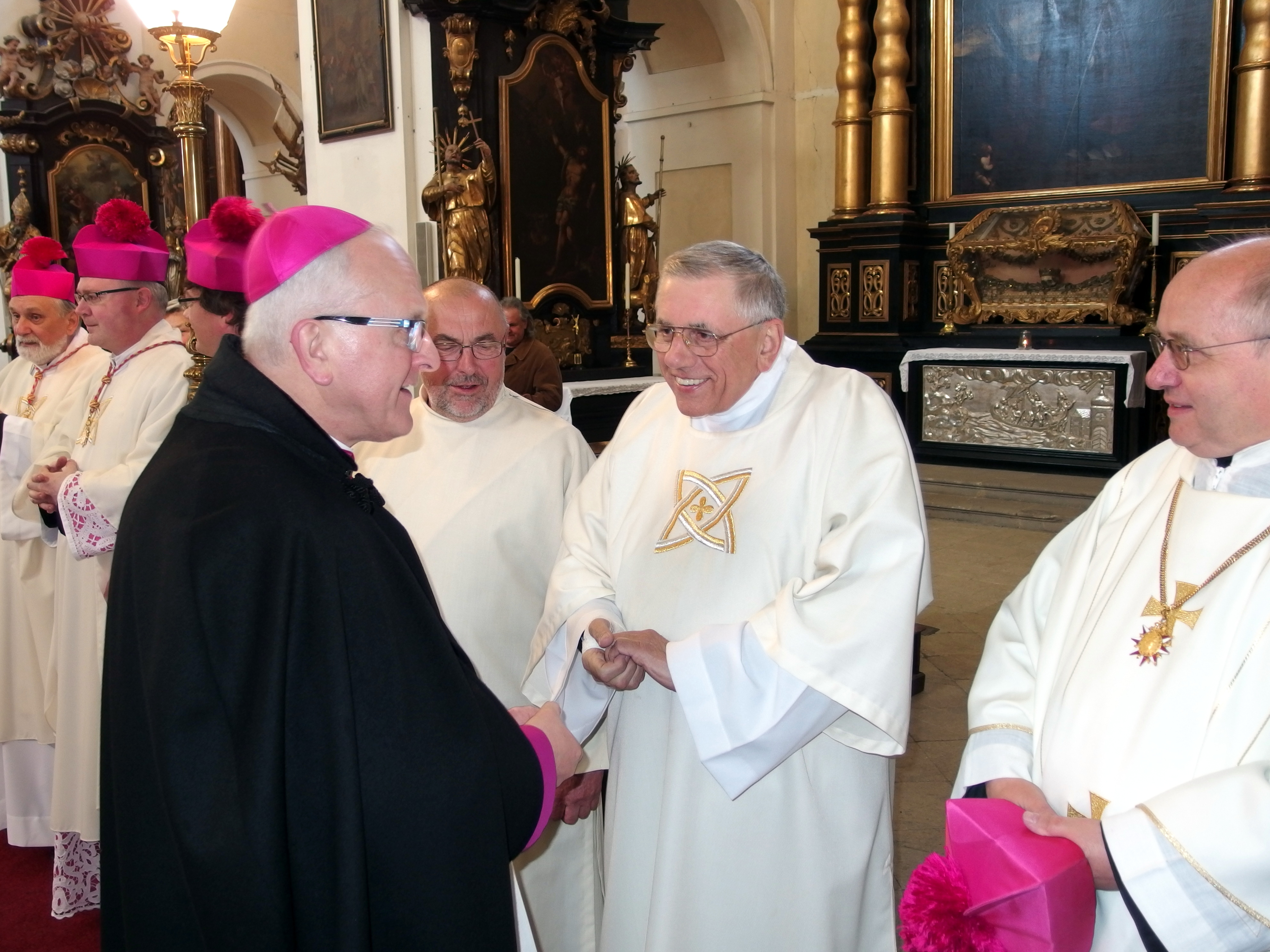
S biskupem Baxantem
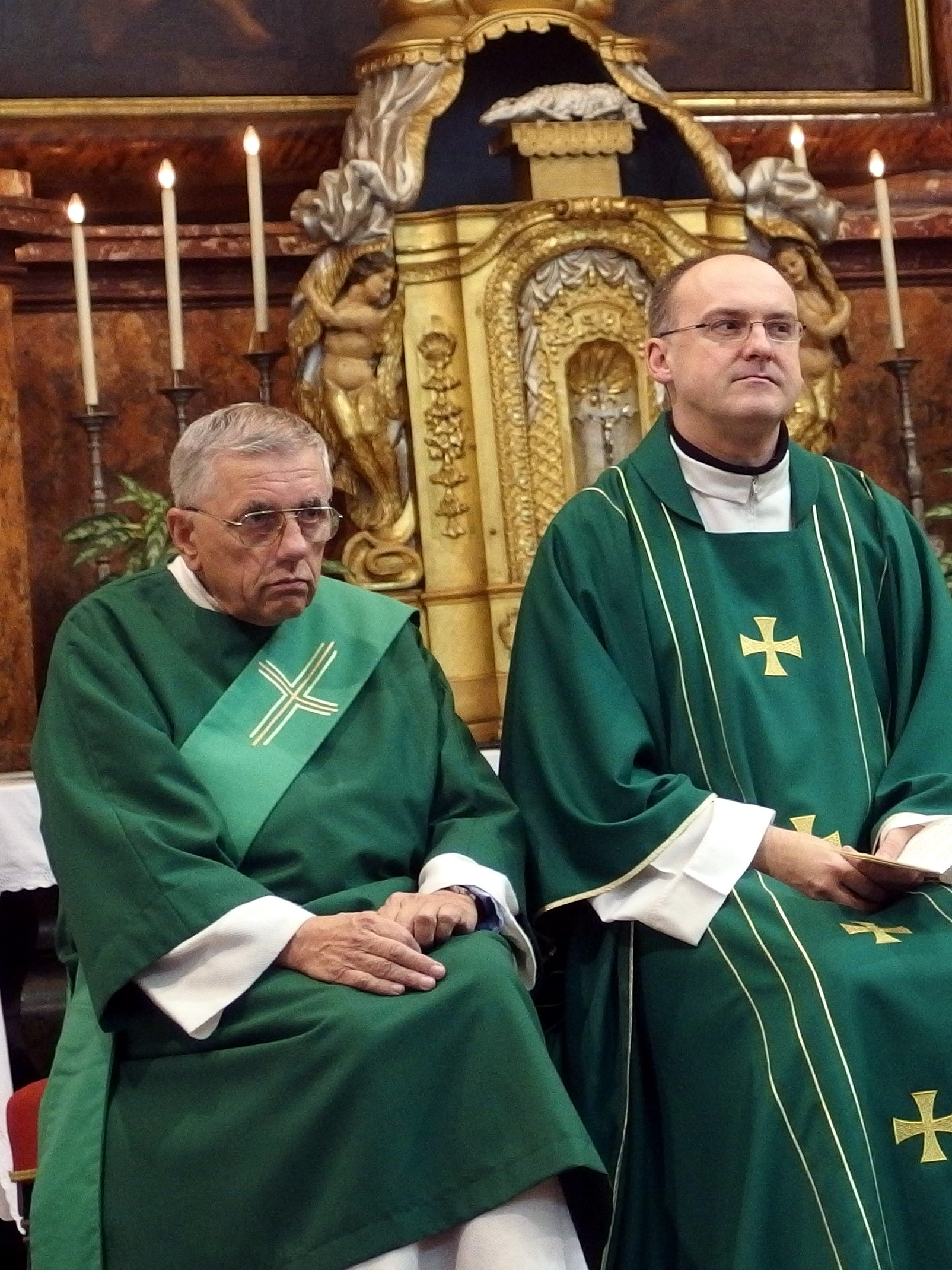
S otcem S. Přibylem
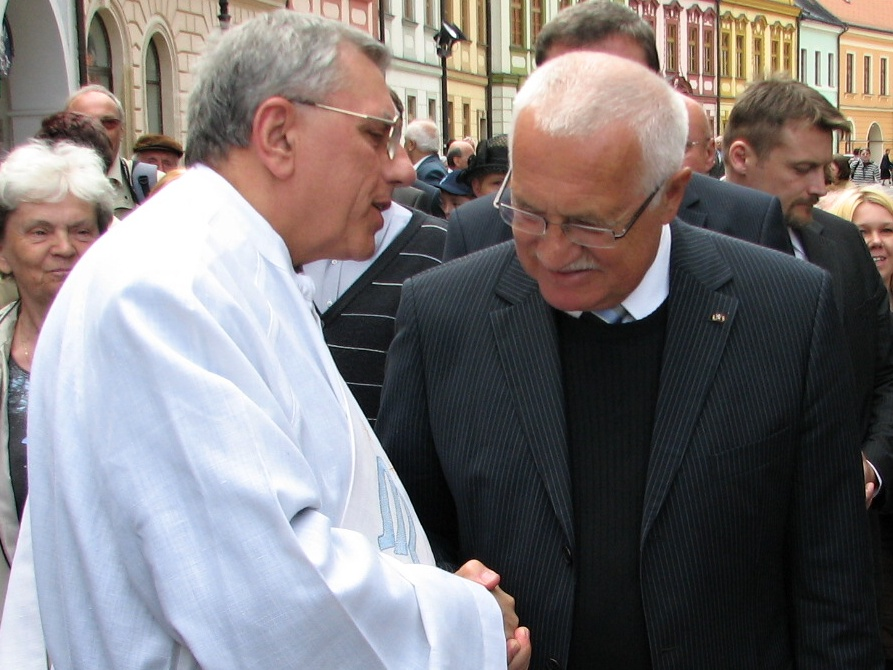
S Václavem Klausem
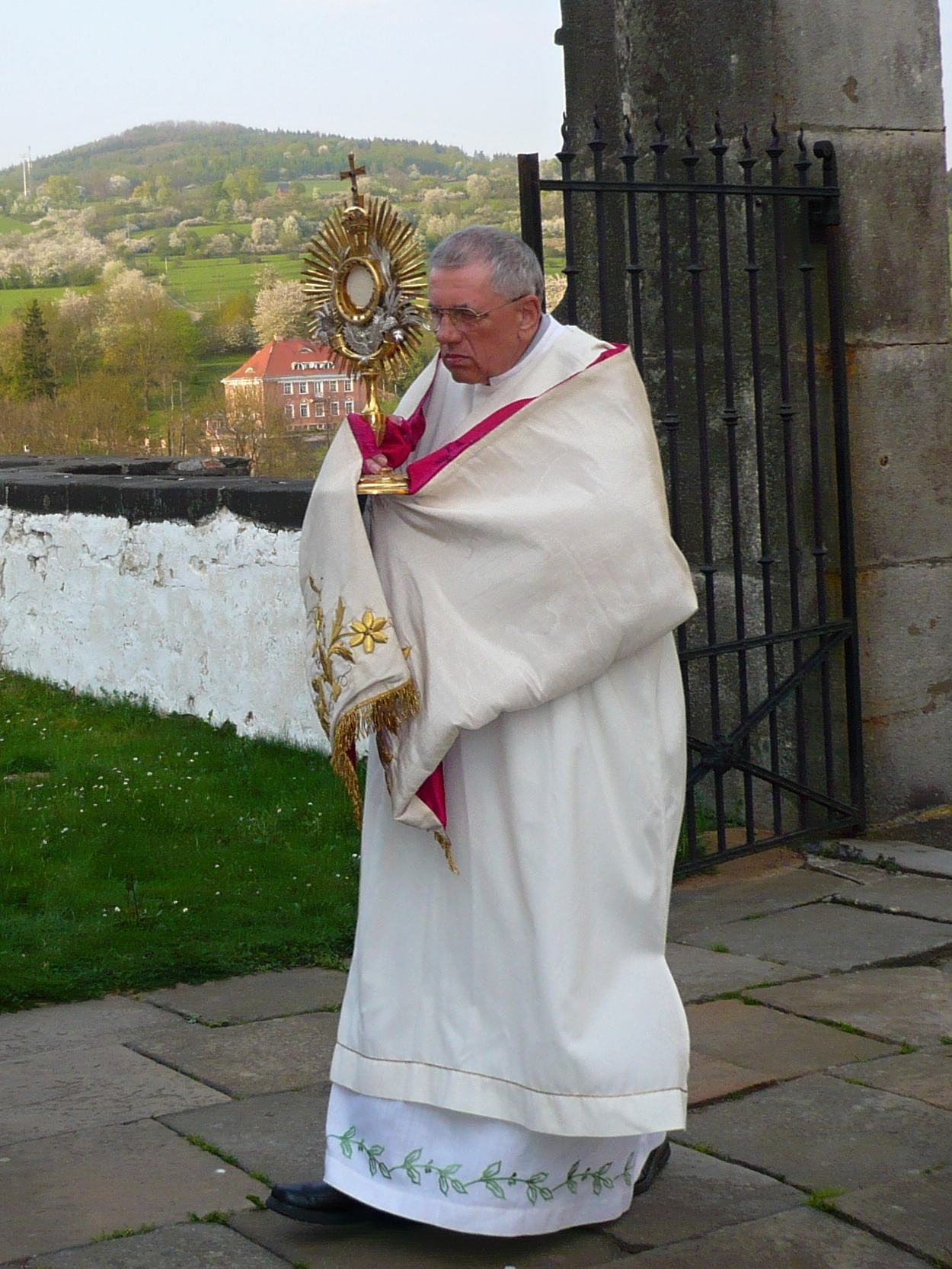
Horní Police 2011
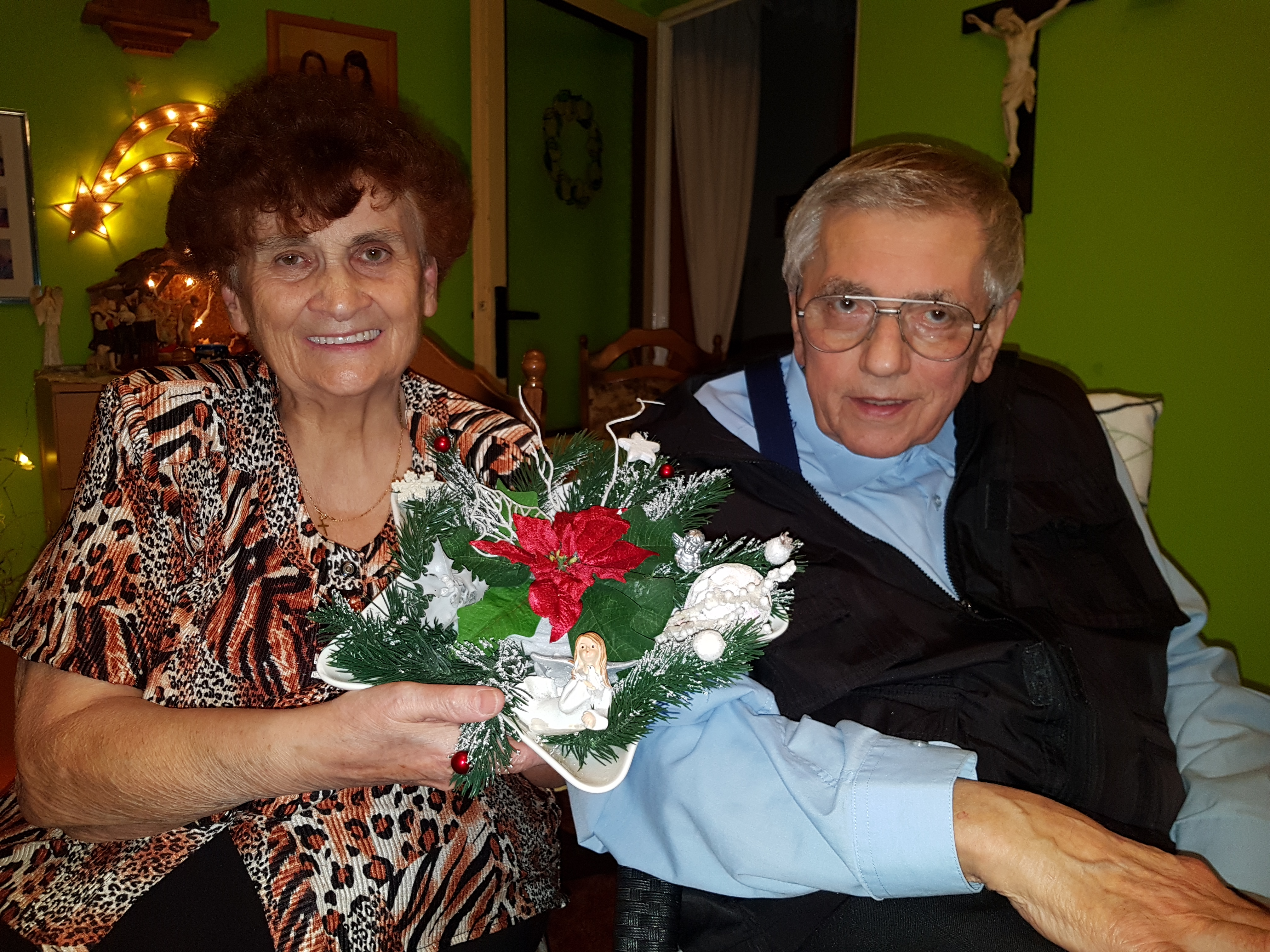
S manželkou Kristou
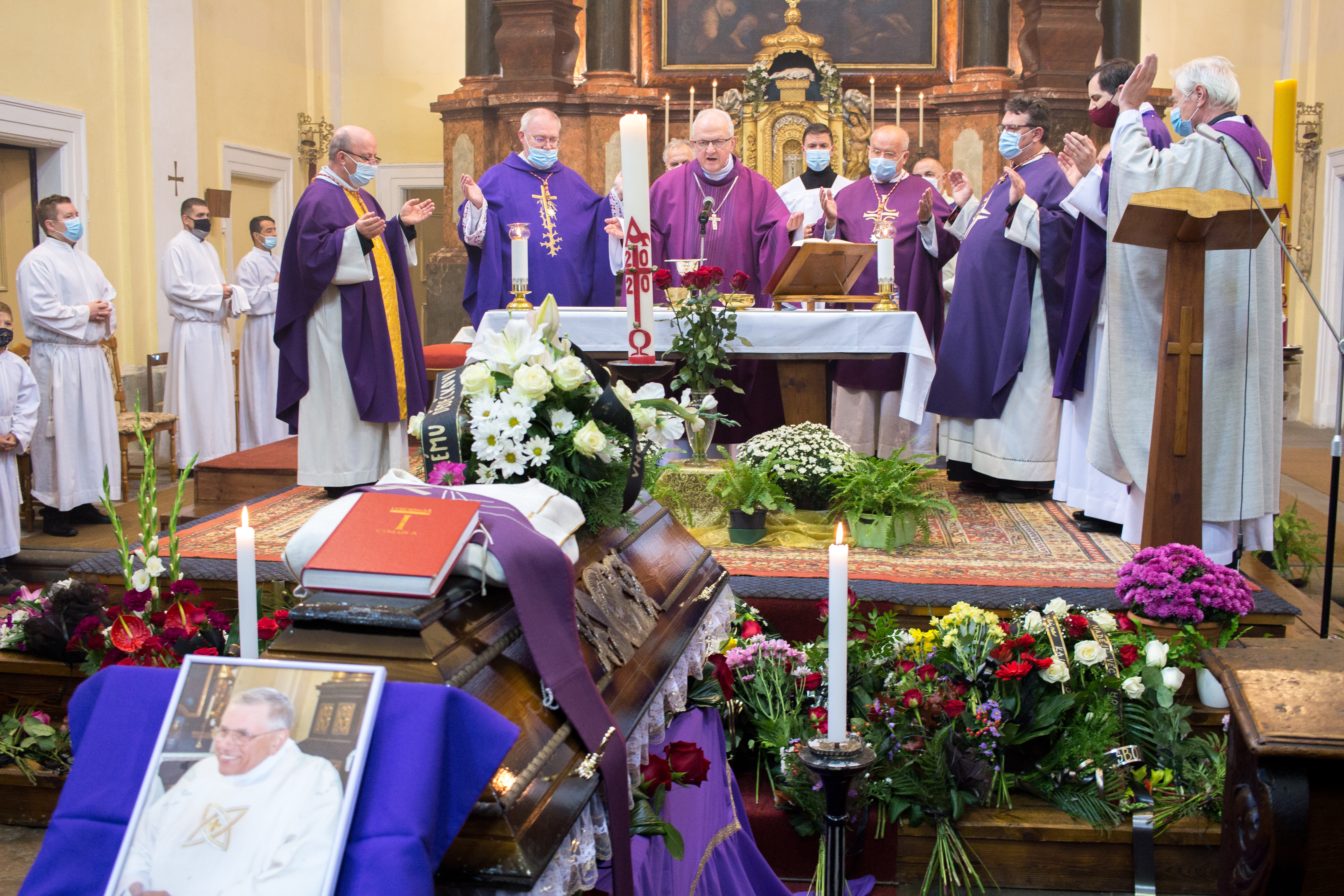
Pohřeb Evžena Policera
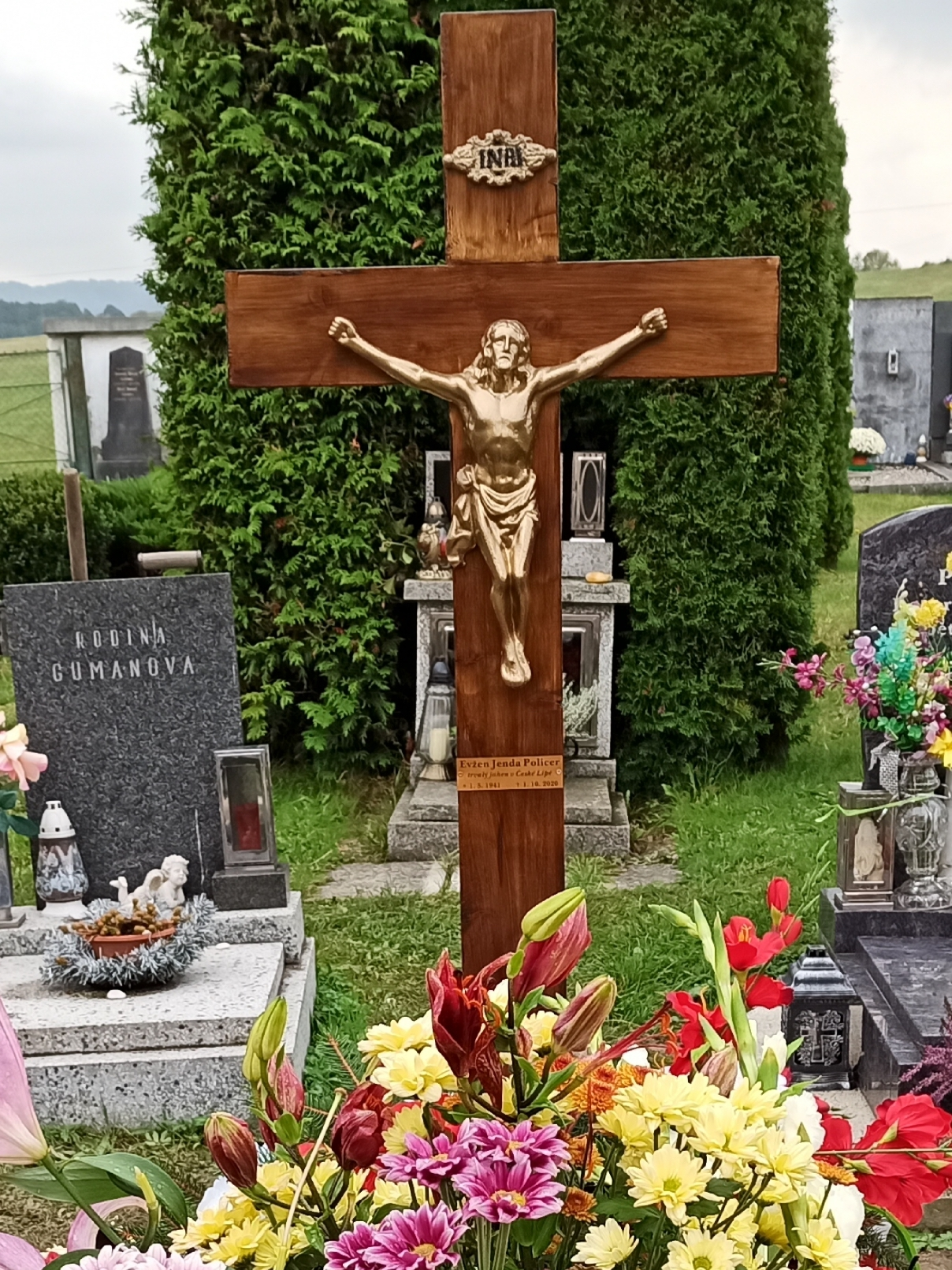
Hrob v Horní Polici